# Brickfilm
Brickfilme (von engl.: Brick (Baustein)) sind Filme mit Figuren etwa der
Firma Lego (oder auch anderen Klemmbausteinen), die mit Hilfe der Stop-Motion-Technik erstellt worden sind. 
Um einen Brickfilm zu erstellen, werden Bewegungssequenzen in Einzelbildern aufgenommen und ergeben beim schnellen Abspielen eine flüssige Bewegung. Erste Filme wurden bereits in den 1980ern gedreht, aber die Szene der Brickfilmfans entstand mit der Einführung des Lego Studio Sets von Lego. Die Materialien, um einen Film zu drehen (Bausteine und Figuren), sind zumeist vorhanden.
Der erste Brickfilm entstand 1973 in Dänemark und wurde von Lars C. Hassing produziert. „En rejse til månen (Journey to the Moon)“ wurde auf Super 8 gedreht und wurde am 15. Mai 2013 auf YouTube veröffentlicht. Der zweite Brickfilm, „Lego Wars“, wurde 1980 von Fernando Escovar erstellt. Dieser 3-Minuten-Film wurde auf YouTube am 2. April 2007 veröffentlicht.
1985 wurde von den beiden Amerikanern Dave Lennie und Andrew Boyer „Legomation - The Original“ produziert.
„The Magic Portal“ wurde von 1985 bis 1989 von dem Australier Lindsay Fleay produziert. Dieser Brickfilm hat eine Länge von 16 Minuten, was damals wie heute eher ungewöhnlich war.
Der erste Brickfilm, der weltweit veröffentlicht wurde, war ein Musikvideo für den Dance Act „Ethereal“ und deren Song „Zap“. Produziert und veröffentlicht wurde dieser Clip im Jahr 1989 und wurde auf MTV und anderen Musiksendern ausgestrahlt.
1994 produzierte der Regisseur Alex Lotz „Lego Hangman“. Dieser gilt als erster Brickfilm aus Deutschland und wurde am 9. Dezember 2012 auf YouTube veröffentlicht.
Mittlerweile sind im Internet zahlreiche dieser Filme zu finden, die wenigsten davon sind auf kindlichem Niveau gefertigt. Viele Erwachsene ließen sich von den Trick-Brickfilmen begeistern. 
Die Steinerei ist ein jährliches Brickfilm-Festival. Ein bekannter Brickfilm ist Die Helden von Bern. Ebenfalls bekannt ist das mehrfach ausgezeichnete Musikvideo zu Fell in Love with a Girl (The White Stripes; Produktion: Michel Gondry).